# Bokajan
Bokajan é uma cidade e uma town area committee no distrito de Karbi Anglong, no estado indiano de Assam.

## Geografia
Bokajan está localizada a 26° 01′ N, 93° 47′ L. Tem uma altitude média de 138  metros (452  pés).

## Demografia
Segundo o censo de 2001, Bokajan tinha uma população de 14 938 habitantes. Os indivíduos do sexo masculino constituem 56% da população e os do sexo feminino 44%. Bokajan tem uma taxa de literacia de 74%, superior à média nacional de 59,5%; a literacia no sexo masculino é de 80% e no sexo feminino é de 68%. 12% da população está abaixo dos 6 anos de idade.